# Robin Maugham
Œuvres principales
The Servant
Robin Maugham, né Robert Cecil Romer Maugham le 17 mai 1916 à Londres et mort le 13 mars 1981 à Brighton, est un écrivain, dramaturge et scénariste britannique.

## Biographie
Robert Cecil Romer Maugham est né le 17 mai 1916 à Londres. Il est le neveu de l'écrivain William Somerset Maugham.
Selon la volonté de son père, le vicomte Frederic Maugham, il fait des études en droit au collège d'Eton et au Trinity Hall de l'université de Cambridge. Bien qu'il ait, au terme de ses études, la possibilité de devenir avocat et de s'inscrire au barreau, il préfère tourner le dos à l'aristocratie, dont il est pourtant issu. Il est dégoûté par l'immobilisme de son milieu devant la montée du fascisme en Europe : il est plutôt enclin, par affinités, à embrasser les idées socialistes de son temps et décide de se destiner, à l'instar de son oncle, à une carrière littéraire que la guerre va provisoirement interrompre.
Pendant la Seconde Guerre mondiale, il refuse les privilèges de sa classe sociale et s'enrôle comme simple soldat dans un régiment qui combat en Afrique du Nord. Au retour de la guerre, il est vite désillusionné par la politique, qui l'avait un temps séduit, et il se lance résolument dans l'écriture, d'abord comme dramaturge, puis comme romancier.
Devenu un écrivain à succès de Grande-Bretagne, il publie plus de trente ouvrages. Plusieurs de ses livres sont repris au cinéma, au théâtre et à la télévision, notamment son court roman The Servant (1948), qui demeure son chef-d'œuvre. 
En 1968, lors d'un débat à la BBC, il annonce « that he loved boys as much as girls (qu'il aime les garçons autant que les filles) ». 
Il meurt d'une embolie pulmonaire, conséquence d'un diabète de longue date, à Brighton, le 13 mars 1981.

## Œuvres

### Romans
- (en) The Servant, 1948 Publié en français sous le titre Le Serviteur dans le volume intitulé Chèque au porteur, traduit par Jean Fayard, Paris, Presses de la Cité, coll. « Les grands romans cosmopolites », 1951 ; réédition sous le titre The Servant et autres nouvelles, Paris, UGE, coll. « 10/18. Domaine étranger » no 2335, 1993  (ISBN 2-264-01874-7).  Il existe une adaptation cinématrographique célèbre : voir The Servant (film, 1963).
- (en) Line on Ginger, New York, Hardback, 1949 (en) The Servant, 1948 Publié en français sous le titre Le Rouquin dans le volume intitulé Chèque au porteur, traduit par Jean Fayard, Paris, Presses de la Cité, coll. « Les grands romans cosmopolites », 1951 ; réédition dans le volume intitulé The Servant et autres nouvelles, Paris, UGE, coll. « 10/18. Domaine étranger » no 2335, 1993  (ISBN 2-264-01874-7)
- (en) The Rough and the Smooth, 1951 Publié en français sous le titre Le Parfum et la Pourriture, traduit par Jean Fayard, Paris, Presses de la Cité, 1952
- (en) Behind the Mirror, 1955 Publié en français sous le titre L'Envers du tableau, traduit par Luc Joye, Paris, Presses de la Cité, coll. « Cavalcade », 1956
- (en) The Man with Two Shadows, 1958
- (en) November Reef, 1962
- (en) The Green Shade, 1966 Publié en français sous le titre Un relent de péché, traduit par Gladys Molinari, Paris, Presses de la Cité, 1967
- (en) The Wrong People, McGraw-Hill, 1967, 273 p. (ISBN 978-0070409682) Publié en français sous le titre Les Mauvais Sujets, traduit par René Brest, Paris, Éditions Buchet-Chastel, 1975
- (en) The Second Window, Dell, 1968, 377 p.
- (en) The Link: A Victorian Mystery, 19569
- (en) The Last Encounter, 1972
- (en) The Barrier, 1973
- (en) The Sign, 1974
- (en) Knock on Teak, 1976
- (en) Lovers in Exile, 1977
- (en) The Dividing Line, 1978
- (en) The Corridor, 1980
- (en) The Deserters, 1981

### Recueil de nouvelles
- The Black Tent and Other Stories, 1972

### Théâtre
- 1955 : The Leopard
- 1956 : Mister Lear
- 1957 : Rise Above It, pièce écrite pour la télévision
- 1957 : Odd Man In, adaptation de la pièce française Monsieur Masure de Claude Magnier
- 1957 : The Last Hero
- 1957 : The Lonesome Road, en collaboration avec Philip King
- 1957 : Winter in Ischia
- 1958 : The Servant, adaptation pour la scène du roman éponyme
- 1960 : The Two Wise Virgins of Hove, pièce écrite pour la télévision
- 1961 : The Claimant
- 1969 : Enemy
- 1981 : A Question of Retreat

### Journaux de voyages et reportages
- (en) Come to Dust, Londres, Chapman & Hall Limited, 1945, 191 p.
- (en) Nomad, 1947
- (en) Approach to Palestine, 1947
- (en) North African Notebook, 1948
- (en) Journey to Siwa, 1950
- (en) The Slaves Of Timbuktu, 1961 Publié en français sous le titre Les esclaves existent encore, traduit par Franz Weyergans, Paris, Éditions universitaires, coll. « Démographie », 1966
- The Joyita Mystery, 1962

### Biographies et autobiographies
- Somerset and All the Maughams, 1966
- Escape from the Shadows, 1972 Publié en français sous le titre Ma jeunesse orageuse, traduit par René Brest, Paris, Éditions Buchet-Chastel, 1974
- Search for Nirvana, 1975
- Conversations with Willie, 1978
- Willie, 1979

## Adaptations

### Au cinéma
- 1953 : Le Visiteur nocturne (The Intruder), film britannique réalisé par Guy Hamilton, adaptation par John Hunter, Anthony Squire et Robin Maugham du roman Le Rouquin de ce dernîer
- 1956 : Le Secret des tentes noires (The Black Tent), film britannique réalisé par Brian Desmond Hurst, adaptation par Bryan Forbes et Robin Maugham de la nouvelle The Blach Tent de ce dernier, parue pour la première fois en 1956 et reprise en volume en 1972
- 1959 : Les Seins de glace (The Rough and the Smooth), film britannique réalisé par Robert Siodmak, adaptation du roman éponyme
- 1963 : The Servant, film britannique réalisé par Joseph Losey, adaptation du roman et de la pièce éponymes, avec Dirk Bogarde

### Au théâtre
- 1968 : Le Valet, adaptation française de The Servant par Jacques Perry, mise en scène par Frith Banbury (en), et jouée par Marika Green, Danièle Évenou et Anne-Marie Azzopardi au théâtre de la Renaissance[2].